# Уэльс в раннем Средневековье
Раннее Средневековье в Уэльсе — исторический период, охватывающий события произошедшие на территории, примерно соответствующей границам современного княжества Уэльс, с момента оставления Британских островов римскими легионами в начале V века до завоевания Уэльса Эдуардом I в рамках его кампании 1282—1283 годов, когда валлийские государственные образования окончательно утратили свою независимость и началось их включение в политическую систему Английского королевства. В рамках раннего Средневековья также выделяется период нормандской экспансии в Уэльсе — промежуток времени с конца XI века, обусловленный комплексом военно-политических мероприятий англонормандских феодалов, сопряжённых с их вторжением на территорию валлийских королевств и формированием Валлийской марки, характеризующийся существенными изменениями социального и экономического уклада этих земель.